# Priesendorf
Priesendorf ist eine Gemeinde im oberfränkischen Landkreis Bamberg, Mitglied der Verwaltungsgemeinschaft Lisberg und zählt zur Metropolregion Nürnberg.

## Geografie

### Geografische Lage
Die Gemeinde liegt im Steigerwald am Flüsschen Aurach an der Grenze zwischen Oberfranken und Unterfranken. Durch Priesendorf verläuft der Fränkische Marienweg.

### Nachbargemeinden
Nachbargemeinden sind (von Norden beginnend im Uhrzeigersinn): Eltmann, Viereth-Trunstadt, Lisberg, Schönbrunn im Steigerwald und Oberaurach (Landkreis Haßberge, Unterfranken).

### Gemeindegliederung
Die beiden Gemeindeteile sind (in Klammern sind der Siedlungstyp und die Einwohnerzahl angegeben):
- Priesendorf (Pfarrdorf, 1237)
- Neuhausen (Dorf, 264)

Es gibt die Gemarkungen Neuhausen, Priesendorf.

## Geschichte

### Bis zur Gemeindegründung
Priesendorf gehörte den Freiherren Münster zu Lisberg und war ein Teil des Rittergutes Lisberg, außerdem zum Fränkischen Ritterkreis. Seit der Rheinbundakte von 1806 gehört der Ort wie weite Teile Frankens zum Königreich Bayern (Siehe auch Geschichte Frankens).

### Eingemeindungen
Im Zuge der Gebietsreform in Bayern wurde am 1. Januar 1972 die Gemeinde Neuhausen eingegliedert.

### Einwohnerentwicklung
Im Zeitraum 1988 bis 2018 wuchs die Gemeinde von 1245 auf 1508 um 263 Einwohner bzw. um 21,1 %.
| Jahr          | 1961 | 1970 | 1987 | 1991 | 1995 | 2000 | 2005 | 2010 | 2015 |
| ------------- | ---- | ---- | ---- | ---- | ---- | ---- | ---- | ---- | ---- |
| Einwohner     | 0933 | 1056 | 1240 | 1292 | 1360 | 1456 | 1519 | 1546 | 1505 |
| mit Neuhausen | 0293 | 0316 |      |      |      |      |      |      |      |

## Religion
Laut Zensus am 9. Mai 2011 waren 76,5 % der Einwohner römisch-katholisch und 14,5 % evangelisch-lutherisch. 9,0 % hatten eine andere Religion oder waren konfessionslos.

## Politik

### Bürgermeister
Erster Bürgermeister ist seit dem 1. Mai 2020 Matthias Krapp (CSU), der ohne Gegenkandidaten 81,43 % der Stimmen erhielt. Seine Vorgängerin Maria Beck (CSU) und Gisela Hofmann in Königsfeld waren die ersten Bürgermeisterinnen im Landkreis Bamberg. 2014 wurde Beck ohne Gegenkandidaten mit 92,54 % der Stimmen wiedergewählt. Sie löste 2008 Werner Raab (parteilos, bis Dezember 2007 CSU, kandidierte 2008 für die SPD) ab, der seit 1985 im Amt war.

### Gemeinderat
| Wahljahr | CSU | SPD | Freie Wähler | Christliche Wählergemeinschaft | Gesamt |
| -------- | --- | --- | ------------ | ------------------------------ | ------ |
| 2020     | 9   | 3   | 0            | 0                              | 12     |
| 2014     | 9   | 3   | 0            | 0                              | 12     |
| 2008     | 7   | 4   | 1            | 0                              | 12     |
| 2002     | 7   | 2   | 2            | 1                              | 12     |

### Wappen
| Wappen der Gemeinde Priesendorf | Blasonierung: „In Rot über einem silbernen Hirschgeweih zwei schräggekreuzte goldene Messer, darüber eine silberne heraldische Lilie.“ |
| Wappen der Gemeinde Priesendorf | Wappenbegründung: Die gekreuzten Messer weisen auf den heiligen Bartholomäus hin, den Namenspatron der Kirche in Priesendorf. Die Lilie steht als Mariensymbol für die Wallfahrtskapelle im Ort und das silberne Hirschgeweih erinnert an den 1717 verstorbenen Jäger Konrad Gregel. Er stand in Diensten der Grafen von Schönborn, deren Wappenfarben Gold (Löwe) und Rot (Feldfarbe) übernommen wurden, und in deren Herrschaftsbereich Priesendorf lag. Konrad Gregel hatte sich seinerzeit für eine Abtrennung Priesendorfs von der Pfarrei Eltmann eingesetzt. |

## Wirtschaft und Infrastruktur

### Wirtschaft einschließlich Land- und Forstwirtschaft
2023 gab es 188 sozialversicherungspflichtig Beschäftigte am Arbeitsort, 668 sozialversicherungspflichtig Beschäftigte am Wohnort und 34 Arbeitslose. Im verarbeitenden Gewerbe gab es zwei, im Bauhauptgewerbe einen Betriebe. 2020 bestanden 16 landwirtschaftliche Betriebe mit einer landwirtschaftlich genutzten Fläche von 339 Hektar.

### Freiwillige Feuerwehren
- Freiwillige Feuerwehr Neuhausen
- Freiwillige Feuerwehr Priesendorf

### Brauereien
Die Brauerei Schrüfer in Priesendorf gehört mit einem Ausstoß von etwa 400 Hektolitern pro Jahr zu den kleinsten Brauereien der Welt. Bis zum Jahre 1969 gab es die Brauerei Lang.

### Bildung
Es gibt folgende Einrichtungen (Stand: 2024):
- einen Kindergarten mit 103 Plätzen
- eine Volksschule mit 125 Schülern

### Vereine
- Musikverein Priesendorf e. V.
- Sportverein Priesendorf e. V.
- Obst- und Gartenbauverein Priesendorf
- Schützenverein Diana Neuhausen
- Eisstockclub Priesendorf
- Kirchenchor 3 Generations der Pfarrgemeinde St. Bartholomäus